# Queen of Spades – Through the Looking Glass
Queen of Spades – Through the Looking Glass (Originaltitel: Pikowaja dama: Saserkalje/Пиковая дама: Зазеркалье) ist ein russischer Horrorfilm aus dem Jahr 2019 von Alexander Domogarow. In der Hauptrolle ist Angelina Stretschina zu sehen.

## Handlung
Nach dem Tod ihrer Mutter landen Olya und ihr jüngerer Bruder Artyom in einem privaten Internat außerhalb der Stadt, errichtet in einem ehemaligen Herrenhaus, einem historischen Gebäude aus dem 19. Jahrhundert. Sie lernt am ersten Tag die adipöse Sonja, ihre fröhliche Freundin Alice, den talentierten Zhenya und den jungen Kirill kennen. Alice Intention ist es aber, dadurch dass sie die Neue schnell in die Gruppe integriert, die Gunst ihres Klassenlehrers Viktor Sergeevich zu gewinnen, in den sie heimlich verliebt ist. In der allerersten Nacht wandert Artyom durch die Villa, um den Geist seiner Mutter zu finden. Seine Schwester wiederum versucht, aus dem Gebäude zu flüchten.
Der Fluchtversuch wird von Kirill und Zhenya vereitelt, als sie mit ein paar Dosen Bier in ihrem Zimmer stehen, um abzuhängen. Sie durchschauen Olya und geben ihr den Tipp, dass der beste Fluchtversuch wäre, sich morgens in das Auto zu schleichen, das das Essen liefert. Währenddessen führt der Geist ihren Bruder in den noch nicht sanierten Flügel des Gebäudes und verschwindet hinter einer Tür, die der Junge nicht öffnen kann. Er rennt zu seiner Schwester und behauptet, dass er seine Mutter gesehen hätte. Aber Olya ignoriert ihn und bringt ihn zurück auf sein Zimmer. Artyom flüchtet aus seinem Zimmer Richtung der Tür, die er erst nicht öffnen konnte. Als die anderen ihm folgen wollen, finden sie sich in einem dunklen Raum wieder. Dort stoßen sie auf einen großen Spiegel. Sie rufen die Pik-Dame herbei und nennen ihre Wünsche: Kirill wünscht sich den Tod seiner Stiefmutter, Sonja wünscht ihren Heißhunger zu verlieren, Alice wünscht sich, ihren Lehrer küssen zu dürfen, Artyom möchte seine Mutter zurück und Zhenya wünscht sich, dass seine Großmutter wieder gesund wird. Olya ist die Einzige, die sich nicht auf dieses Ritual einlässt, keinen Wunsch nennt und vorzeitig die Gruppe verlässt. Daher wird auch nur sie alleine bei diesem nächtlichen Ausflug vom Personal bemerkt.
Am nächsten Morgen, als Alice und Sonja, Kirill und Zhenya schlafen, besucht sie der Geist der Pik-Dame. Sie summt ein Schlaflied und schneidet Kirill eine Haarlocke ab. Olya bekommt von der Schulleiterin wegen ihres nächtlichen Spaziergangs einen Verweis vor der ganzen Klasse. Viktor Sergeevich ahnt, dass sie fliehen will, und fängt sie am Auto selbst ab, hält sie aber nicht auf, obwohl er versucht, sie zu überzeugen. Als Olya losfährt, sieht sie, dass Artyom ins Wasser geht. Artyom sieht seine Mutter im Wasser stehen, die ihn ruft. Olya eilt zu ihrem Bruder und befiehlt ihm, aus dem Wasser zu steigen, doch plötzlich bemerkt sie die Schwarze Dame im Spiegelbild, die den Jungen packt und unter Wasser zieht. Olya versucht, ihren Bruder herauszuholen, aber sie scheitert. Nur dank der Hilfe Viktors kann sie ihn schließlich doch noch retten.
Zu diesem Zeitpunkt kontaktiert Kirill seinen Vater per Videoanruf. Dieser sagt ihm, dass seine Stiefmutter tot sei und er ihr folgen wird. Er entschuldigt sich bei seinem Sohn und begeht Suizid. Aufgrund dessen glaubt Zhenya, dass die Wünsche zwar in Erfüllung gehen, aber mit weitreichenden Konsequenzen. Daher geht er mit Olya auf die Suche, die Legende der Pik-Dame zu erörtern. Sie finden heraus, dass das Schulhaus einst der Gräfin Obolenskaya gehörte, die darin Waisen hielt und Kinder ertränkte, als sie versuchten, das Leben ihres verstorbenen Sohnes gegen ihre Seelen einzutauschen. Von diesem Wahnsinn erfuhr die örtliche Bevölkerung und machte sie unschädlich.
Kirill geht zum Spiegel und bittet die Dame, ihm seinen Vater zurückzugeben. Tatsächlich sieht er im Spiegel den Geist seines Vaters. Allerdings versucht dieser ihn zu würgen und in den Spiegel zu zerren. Während die anderen ihn später suchen, beginnt Sonja, überall in ihrem Essen Würmer zu sehen. Nachdem sie vermeintlich Kirill sah und ihm bis auf einen Friedhof folgte, wird sie dort von einer Frau in Schwarz angegriffen, deren Spiegelbild sie zuerst in den Pfützen sieht. Die in der Nähe befindlichen Jungen können die Frau vertreiben. Olya und Zhenya erkunden den Friedhof und stellen fest, dass die Kinder, die von der Gräfin getötet wurden, und ihr Sohn dort begraben sind. Die Direktorin, die ihnen nacheilte, verrät, dass der Sohn der Gräfin ertrunken ist, als er versuchte, seine Lieblingspuppe aus dem Wasser zu fischen, die von anderen Kindern dorthin geworfen wurde.
Später verletzt Artyom die Wange eines Klassenkameraden schwer. Olya, die gekommen ist, um mit ihm zu sprechen, bemerkt genau diese Puppe in seinen Händen. Sie sieht, wie ihr Bruder mit dem Spiegel spricht, und erkennt, dass der Geist der Gräfin ihn gegen sie aufbringt. Sonja versucht, etwas zu essen. Sie sieht die Pik-Dame und beschließt, sie zu konfrontieren. Sie holt eine große Tafel Schokolade aus ihrem Schrank und beginnt trotzig vor dem Spiegel zu essen, merkt aber plötzlich, dass sie keine Schokolade isst, sondern Glas. Sonja wird ins Krankenhaus eingeliefert und erliegt später ihren Wunden. Olya und Zhenya zeigen Viktor Sergeevich den Keller, in dem die Kinder ihre Wünsche geäußert haben. Der Lehrer, der mit alten Kulturen vertraut ist, erkennt an den Wänden des Raumes Symbole für Seelenübertragungen. Er beginnt nach einem Wasserreservoir zu suchen, in dem die Gräfin die Kinder ertränken könnte. Unter den Holzdielen des Fußbodens finden sie die Leiche von Kirill im Wasser.
Da das Internat aufgrund des Todesfalls nun evakuiert werden soll, verlassen alle das Gebäude. Lediglich Artyom will die Villa nicht verlassen. Er gerät in einen Wutanfall, reißt sich aus den Händen seiner Schwester und rennt in das Haus zurück. Die Jungs und Viktor laufen ihm nach, während Alice im Auto bleibt. Die Pik-Dame greift Zhenya an, wirft ihn die Treppe hinunter und küsst Alice in Gestalt von Viktor Sergejewitsch, der sie tötet. Olya versteht genau, wohin ihr jüngerer Bruder gerannt ist, und eilt in den verlassenen Raum, aber die Pik-Dame erlaubt ihr nicht, sich Artyom zu nähern. Sie will den Spiegel zerbrechen, doch Zhenya hält sie davon ab und sagt ihr, dass sie durch ihren Tod durch den Spiegel in die Welt der Dame gelangen müsste. Daher ertränkt sie sich. Im Wunderland trifft Olya auf Kirill, Sonja und Alice und findet ihren Bruder im Auto, in dem ihre Mutter starb. Nachdem sie es ihrem Bruder erklärt hat, überredet sie ihn, zurückzukehren. Währenddessen versucht Zhenya zu verhindern, dass Viktor versucht, Olya wiederzubeleben. Olya erwacht, nachdem ihr Bruder in die reale Welt zurückgekehrt ist, wieder zum Leben und befiehlt sofort, den Spiegel zu zerbrechen, was Zhenya tut. Nun flüchten sie aus dem Gebäude. Als letzte Szene herzt Olya ihren Bruder und schaut nachdenklich in einen großen Spiegel an der Wand, woraufhin die Kamera auf die andere Seite des Spiegels schwenkt und man dort jemand verzweifelt an die Innenseite des Spiegels schlagen sieht.

## Hintergrund
Der Film wurde in Nachabino, einer Siedlung in Moskau gedreht. Die Dreharbeiten begannen im Mai 2018. Das Budget lag bei geschätzten 78.355.154 Rubel, von denen 50 Mio. Rubel von der Cinema Foundation of Russia beigesteuert wurden. Der Film spielte an den Kinokassen gute 86.345.224,00 Rubel ein.
Seine Premiere in Russland erfolgte am 14. März 2019. In Deutschland erschien der Film am 25. Oktober 2019 im Videoverleih bei Splendid Medien.

## Rezeption
„Ein Geschwisterpaar in einem Internat beschwören die finstere Pikdame herauf, um sich von ihr geheime Wünsche erfüllen zu lassen. Das übersinnliche Geschöpf will jedoch ihre Seelen als Gegenleistung. Russischer Horrorfilm.“

In der Internet Movie Database kann der Film bei über 550 Stimmenabgaben eine Wertung von 5,0 von insgesamt 10 Sternen vorweisen.